# Tatorinia pallidipennis
Tatorinia pallidipennis är en fjärilsart som beskrevs av George Francis Hampson 1926. Tatorinia pallidipennis ingår i släktet Tatorinia och familjen nattflyn. Inga underarter finns listade i Catalogue of Life.